# Пхеньянський цирк
Пхеньянський цирк - стаціонарний цирк у місті Пхеньян, КНДР.

## Історія
Створено в 1952-1953. Перша будівля цирку (з діаметром купола 65,2 м, манежем діаметром 14 м і залом для глядачів на 1800 місць) побудована після закінчення Корейської війни, відповідно до затвердженого в 1953 генеральним планом реконструкції та відновлення міста. Вона стала однією з визначних пам'яток столиці, відновленої після бомбардувань.
Серед відомих акторів перших двадцяти п'яти років роботи цирку — акробати-ексцентрики Кім Ю Сік і Хон Ген Хван, еквілібристка на похилому дроті заслужена артистка КНДР Хім Сен Бок, силові акробати — Гван Ду і заслужений артист КНДР Лі Гі Бом.
В 1989 побудований новий будинок цирку, в якому цирк дає вистави з травня 1989.

## Опис
Загальна площа нової будівлі цирку (із залом на 3500 місць) складає 54 000 м², сцена забезпечує можливість проведення групових номерів, виступів із дресованими тваринами та виступів на льоду.
У цирку є гримерні, тренувальні зали різних розмірів, а також інші службові приміщення.